# SMICO
 (novembre 2022).
La  SMICO S.A (Sociéte de Microcrédit Congolais), est une entreprise de Microcrédit ou institution de micro-finance de la République démocratique du Congo dont le siège social est situé à Goma dans la province du Nord-Kivu. Elle a été créée en décembre 2009 par des actionnaires Belgo-Congolais.

## Histoire
L’histoire de la société est née d’un groupe de financiers professionnels belges et congolais, majoritairement des anciens banquiers de renom qui avaient décidé d’apporter un outil de financement et de développement à la population de l’Est de la RDC en particulier et de toute la République Démocratique du Congo en général .
La Société de Microcrédits Congolais, SMICO S.A. est une institution de microfinance au sens de la loi, créée suivant l’acte n° 2951 du 03 Novembre 2009, date de la déclaration de fondation par le président du Conseil d’Administration et enregistrée au registre de commerce et du crédit mobilier sous le numéro CD/GOM/RCCM/16-B-003 avec une identification nationale n° 5-610-N56515G. Son siège social est situé à Goma sis sur Avenue Vanny Bishweka, au n°020, Commune de Goma, Ville de Goma et Province du Nord Kivu.
Depuis 2018, SMICO dégage en moyenne 300.000 à 800.000 USD de bénéfice annuel. A fin 2021, SMICO comptait 93 collaborateurs au service de la clientèle, 15 millions USD d'encours d'épargne et 14,3 millions d'encours crédit. Cette entreprise microfinance est dirigée par Michel Verwilghen, Président du Conseil d'Administration.
Les slogans de SMICO sont simples et constituent un fil conducteur des actionnaires et de toutes les parties prenantes. Le slogan stratégique est : « SMICO, Réussir Ensemble » alors que le slogan commercial est : « SMICO, Votre Partenaire Fiable en Microfinance »

## Vision
La vision de SMICO S.A. est de devenir une société de microfinance de référence, gérée efficacement dans la transparence et apportant des solutions rapides et adaptées aux besoins de la population du milieu dans le but de développer leurs activités génératrices des revenus et d’améliorer par conséquent leurs conditions de vie.

## Mission
La mission de SMICO S.A. est d’offrir à ses clients des services financiers et non financiers adaptés à leurs besoins et d’assurer le développement individuel et général de la population exclue du circuit bancaire classique.

## Réseau d'agences
La Société de Microcrédit Congolais a implanté ses agences dans les différentes villes de la République démocratique du Congo qui sont : Goma, Bukavu, Kisangani, Bunia, Uvira, Kalemie, Lubumbashi, Kolwezi, Kindu et Likasi; et compte s'étendre dans un futur très proche dans d'autres villes entre autres : Kamina, et Isiro.